# Thrakien
Thrakien er et landområde i Sydøsteuropa med kyst mod Sortehavet, Marmarahavet og det Ægæiske Hav. Landet er opkaldt efter thrakere eller trakere (antik græsk Θράκες, græsk thrakes), en gruppe indoeuropæiske (de) stammer, som talte et thrakisk sprog – en knapt dokumenteret gren af den indoeuropæiske sprogfamilie. De  bosatte sig på Balkan i de østlige, centrale og sydlige dele, samt i tilstødende dele af Europa. Samlenavnet thrakere var en benævnelse på mere end 50 kendte stammer med fælles kultur og sprog i antikken.

## Historie

### Arkaisk tid
De indoeuropæiske thrakere, som blev betragtet som barbariske og bondske af deres forfinede og urbane græske naboer, havde udviklet avancerede former for musik, poesi, håndværksindustri og kunsthåndværk. Da de var delt i småkongedømmer og stammer, opnåede de ingen national identitet undtagen i mindre, dynastiske riger på højden af den græske klassiske tid. Modsat gallerne og andre keltiske stammer antages det, at de fleste af dem levede enkelt i små befæstede landsbyer på højder i folkeborge. Selv om konceptet som en by først blev udviklet i den romerske tid, tjente nogle større fæstninger også som markeder. Til trods for græsk kolonisering i områder som Byzans, Apollonia og andre byer, synes det som thrakerne undgik urbant liv.
De første græske kolonier i Thrakien blev grundlagt i 700-tallet f.Kr.
Thrakien syd for Donau (undtaget landet for den uafhængige trakiske stamme bessere) blev styret af perserne under Dareios I af Persien i omkring et halvt århundrede. Dareios havde ledet en militærekspedition ind i regionen fra 513 f.Kr. til 512 f.Kr. Perserne kaldte området med thrakerne for Skudra.

### Klassisk tid
Ved 400-tallet f.Kr. var thrakerne mange nok til at få Herodot til at kalde dem de talrigeste i verden efter indere og det mægtigste, hvis det ikke havde været for deres mangel på enighed. Thrakerne var i klassisk tid fordelt i et mange grupper og stammer, skønt nogle mægtige thrakiske stater var organiserede, som det ordysiske kongedømme og det dakiske kongedømme i Burebista. En let infanterist fra denne tid hed peltast og havde antagelig sin oprindelse i Thrakien.
I den thrakiske subkultur levede asketer i cølibat og blev kaldt ctistae. De tjente som filosofer, præster og profeter og havde øjensynligt en høj position.
Kontakten mellem thrakere og grækere blev forøget, og den græske indflydelse på thrakisk samfund, kultur og håndværk (og omvendt) blev styrket. Da thrakisk ikke havde et skriftsprog, brugte den thrakiske adel og administration i nogle regioner græsk, og thrakiske handelsmænd benyttede også græsk som et lingua franca med ikke-thrakiske stammer. Som et resultat blev en vis hellenisering gennemgående i de følgende århundreder og fik et dybere og mere gennemgående træk ved den makedonske erobring af thrakiske områder i 200-tallet f.Kr.
Før Kongeriget Makedonien ekspanderede, var Thrakien delt i østlige, centrale og vestlige dele, efter at perserne trak sig tilbage. En kendt hersker af de østlige thrakere var Kersobleptes, som forsøgte at øge sin autoritet over mange thrakiske stammer. Han blev til sidst besejret af makedonerne.
Thrakisk civilisation var ikke urban, og de største thrakiske byer var blot store landsbyer. Det eneste forsøg på at bygge en polis var Seuthopolis. Til syvende og sidst var thrakerne ikke typiske bybyggere.

### Hellenistisk tid
Regionen blev erobret af Filip II af Makedonien i 300-tallet f.Kr. og var underlagt kongeriget Makedonien i 150 år. Lysimakos af diadokerne og andre hellenister herskede over dele af Thrakien til romerne erobrede hele Thrakien. Thrakiske konger var de første, som blev hellenificerede. Græske dragtvaner erstattede gamle thrakiske klæder så thrakere lignede grækere. Efter en tid blev thrakerne helt og holdent hellenificerede. Deres sprog og materielle kultur blev hellenistisk.
I 279 f.Kr. kom keltiske gallere ind i Makedonien, det sydlige Hellas og Thrakien. De blev snart tvunget ud af Makedonien og det sydlige Hellas, men forblev i Thrakien til slutningen af århundredet. Fra Thrakien kom tre keltiske stammer ind i Anatolien og dannede der et nyt kongedømme, Galatia.
I Makedonerkrigene blev en konflikt mellem Rom og Thrakien uundgåelig. Ødelæggelsen af de herskende grupper i Makedonien destabiliserede græsk autoritet i Thrakien, og stammehøvdinger begyndte igen at handle uafhængigt. Efter slaget ved Pydna i 168 f.Kr. fik romerne autoritet over Makedonien og styringen over Thrakien blev overtaget af Rom. Hverken thrakerne eller makedonerne havde underkastet sig romersk dominans, og flere oprør indtraf i denne overgangstid. Oprøret under Andriscus, Fjerde makedonerkrig i 149 f.Kr., fik støtte fra Thrakien. Flere fjendtlige strejftog ind i Makedonien fortsatte i mange år, skønt der var også flere thrakiske stammer, som villigt allierede sig med Rom som besserne. Efter Tredje makedonerkrig anerkendte Thrakien stort set romersk autoritet.

### Romersk styre
Under det næsten 150 år blev Thrakien gradvis omdannet til en romersk klientstat. Den thrakiske stamme sapaeiene kom i forgrunden oprindeligt under Reskuporis II. Han er kendt for at have ydet militær støtte til både Pompeius og Julius Cæsar, og senere støttede han republikkens hære mod Marcus Antonius og Gaius Octavius i republikkens sidste dage. Reskuporis' arvinger var ofte lige så meget indblandet i politiske skandaler og mord som deres romerske herrer. En række snigmord på kongelige ændrede det politiske landskab i flere år i den tidlige romerske kejsertid. Flere fraktioner tog kontrol støttet af den romerske kejser. Urolighederne standsedes med et snigmord.
Da Reskuporis III i det thrakiske kongedømmet Sapes blev myrdet i år 46 af sin hustru, blev Thrakien officiel en romersk provins styret af en promagistrat og senere af prætorianske præfekter. Roms centrale regeringsautoritet lå i Perinthus, men regioner i provinsen var under kommando af militære under guvernøren. Manglen på store urbane centre gjorde det vanskeligt for romerne at styre, men til sidst blomstrede provinsen under romersk styre. Det synes som romanicering ikke blev gennemført, og at de fleste thrakere var hellenistiske i denne periode.
Romersk autoritet over Thrakien hvilede hovedsagelig på de legioner, som var stationeret i Moesia. Thrakiens befolkning var hovedsageligt bønder, og afstanden til romersk autoritet krævede tilstedeværelse af soldater, som støttede Moesias legioner. I løbet af de næste århundreder blev provinsen periodisk og hyppig invaderet af germanske stammer på vandring. Justinian I den Store krævede, at over 100 fæstninger med legioner blev opført for at støtte forsvaret.
Thrakere i Moesien og Dakien blev gjort til romere, mens det i Det Byzantinske Rige var deres hellenificerede efterkommere, som blandede sig med grækerne. De første talte latin og de sidste græsk, om ikke andet som foretrukket andetsprog.

## Tab af sprog og etnicitet
De førhistoriske sprog hos disse folk var allerede forsvundet, og deres kulturelle indflydelse var kraftig reduceret på grund af gentagne barbariske invasioner på Balkan af keltere, hunnere, gotere og sarmatere, fulgt af hellenisering, latinisering og slavisering.
Efter at thrakerne havde været underkastet den græsk-makedonske konge Aleksander den Store og derefter Romerriget, var de fleste thrakere til sidst blevet helleniserede (i provinsen Thrakien) eller latiniserede (i Moesia, Dakia etc). De latiniserede stammer i denne region blev senere den etniske underlag for folkegruppen valakere, som første gang optræder i de historiske dokumenter i 900-tallet e.Kr., og som udviklede sig til nutidens moderne folk i Rumænien og Bulgarien. I 500-tallet havde en del thrakisk-romere og byzantinske grækere, det vil sige helleniserede thrakere syd for floden Donau fået kontakt med slaverne, en ny stor gruppe indvandrere, og de indfødte blev da efterhånden slavificerede.

## Moderne tid
Thrakien er i dag delt mellem Grækenland, Bulgarien, Rumænien og Tyrkiet.